# Castillo Takeda
El castillo Takeda (竹田城 Takeda-jō?) es una fortificación japonesa del siglo XV en Asago (prefectura de Hyōgo). Situado a 353 metros sobre el nivel del mar, a menudo es llamado a nivel local «el Machu Picchu japonés». Desde 1943 sus ruinas han sido protegidas como Lugar Histórico Nacional.

## Ubicación
El castillo está ubicado en el monte Shiroyama, en un lugar estratégico que domina la intersección del camino desde Tanba a la provincia de Inaba, que conecta con el pasaje al sur de la provincia de Harima y el mar interior de Seto. La fortaleza también está cerca de la mina Ikuno, una de las minas de plata más grandes de Japón durante el período Muromachi. Debido a su posición elevada y las nubes que se forman durante las mañanas neblinosas de otoño se ha convertido en una atracción turística, y la fortaleza ha llegado a ser conocida como «el castillo que flota sobre el cielo».

## Historia
El clan Yamana, una rama del clan Nitta, tomó el control del área en el período Muromachi. Esta familia tenía relaciones estrechas con el shogunato Ashikaga y era uno de los cuatro clanes con derechos hereditarios al puesto de Samurai-dokoro. Los Yamana aprovecharon su posición para reclamar la posición de shugo sobre once de las sesenta y seis provincias de Japón. Sin embargo, los Ashikaga comenzaron a temer la expansión del poder del clan, y el shōgun Ashikaga Yoshimitsu alentó los conflictos internos entre los Yamana y promovió al clan Hosokawa en su posición de kanrei en detrimento de la familia Yamana. A mediados del siglo XV, el poder del shogunato comenzó a declinar y una disputa de sucesión condujo a la guerra Ōnin entre 1467 a 1477.
Otagaki Mitsukage, vasallo de Yamana Sōzen, construyó el castillo Takeda durante este período, presumiblemente en el 1441. Durante ese año el shōgun Ashikaga Yoshinori fue asesinado por el clan Akamatsu. Los Yamana y Akamatsu entraron en guerra entre sí, y la fortaleza Takeda se construyó para proteger la mina Ikuno, así como para defender la frontera entre Harima, controlada por los rivales, y Tajima, controlada por los Yamana. En 1468, un gran ejército del clan Hosokawa fue derrotado por las fuerzas de Yamana dirigidas por Otagaki Mitsukage desde el castillo Takeda. La guerra Ōnin debilitó a los Yamana a medida que el conflicto se extendió por décadas. Dentro de sus dominios, los señores feudales perdieron poder en tanto que sus sirvientes locales conseguían mayor independencia. En estas circunstancias, Toyotomi Hideyoshi derrotó al clan en 1576. Yamana Suketoyo logró escapar a Sakai y fue indultado por Nobunaga en 1570, por lo que se le permitió regresar a su territorio en Tajima. Aunque sirvió lealmente a Nobunaga, en 1580, cuando Toyotomi Hideyoshi estaba luchando contra el clan Mōri, el clan Otagaki, desertó y se pasó al enemigo. Hideyoshi acusó a los Yamana de traición y atacó el castillo Arikoyama, lo que acabó con el poder de la familia. Hideyoshi asignó entonces el área a su hermano menor, Toyotomi Hidenaga.

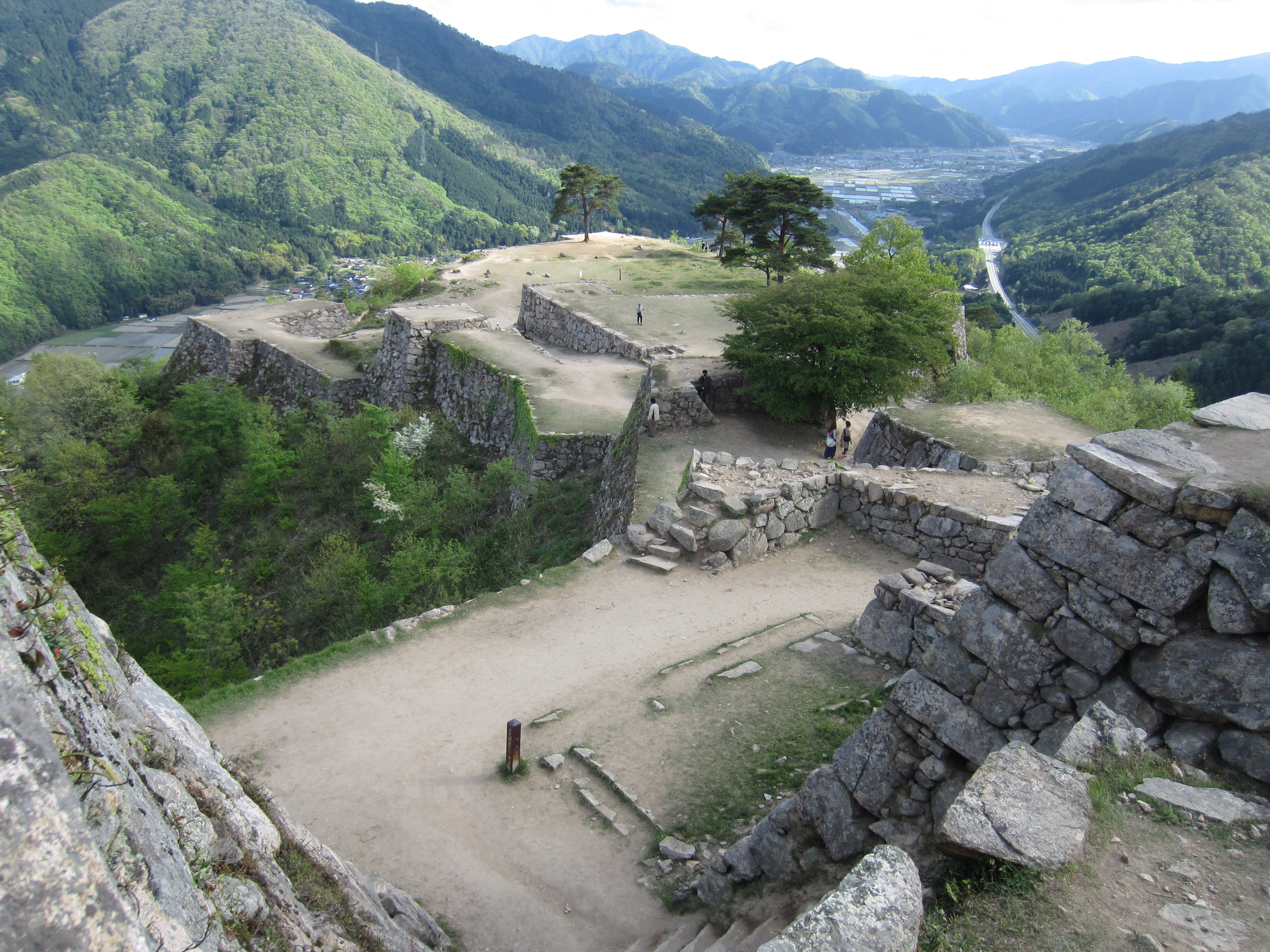
Los muros del castillo se extienden como crestas sobre la montaña y aprovechan la morfología del terreno.

Hidenaga nombró a su general Kuwaharu Shigeharu como castellano, pero después de que Hidenaga fuera trasladado a la provincia de Yamato, Hideyoshi designó a Akamatsu Hirohide como gobernador de esta fortaleza. Bajo Hirohide, el castillo Takeda fue significativamente reconstruido. Akamatsu conservó el diseño básico: desde la cima de la montaña, tres crestas se extienden hacia el exterior, y cada cresta estaba formada por recintos que hacían un uso extensivo del terreno natural. Akamatsu también añadió muros de piedra y fosos secos.
Después de la muerte de Hideyoshi, Akamatsu fue inicialmente leal al bando de Toyotomi, pero después de la batalla de Sekigahara, cambió su inclinación hacia Tokugawa Ieyasu. Con la orden de atacar el castillo Tottori, fue acusado de prender fuego al jōkamachi (ciudad-castillo) durante el asedio y fue obligado a cometer seppuku. La fortificación de Takeda fue destruida en ese momento, aunque los cimientos y las paredes de piedra permanecen relativamente intactos.